# Jeanine Martin
Pour les articles homonymes, voir Martin (patronyme).
Jeanine Martin, née le 17 février 1946 à La Seyne-sur-Mer et morte le 5 février 2023 dans la même ville, est une joueuse française de basket-ball évoluant au poste de pivot.

## Palmarès

### Sélection nationale
Championnat du monde
- 6e du Championnat du monde 1971 au Brésil

Championnat d'Europe
- Médaille d'argent du Championnat d'Europe 1970 aux Pays-Bas
- 10e du Championnat d'Europe 1964 en Hongrie
- 11e du Championnat d'Europe 1968 en Italie

Autres
- Début en Équipe de France le 8 février 1963 à Prague contre l'Équipe de Bulgarie
- Dernière sélection le 20 juillet 1974 à Loano contre l'Équipe d'Italie[3].